# Biểu hiện gen

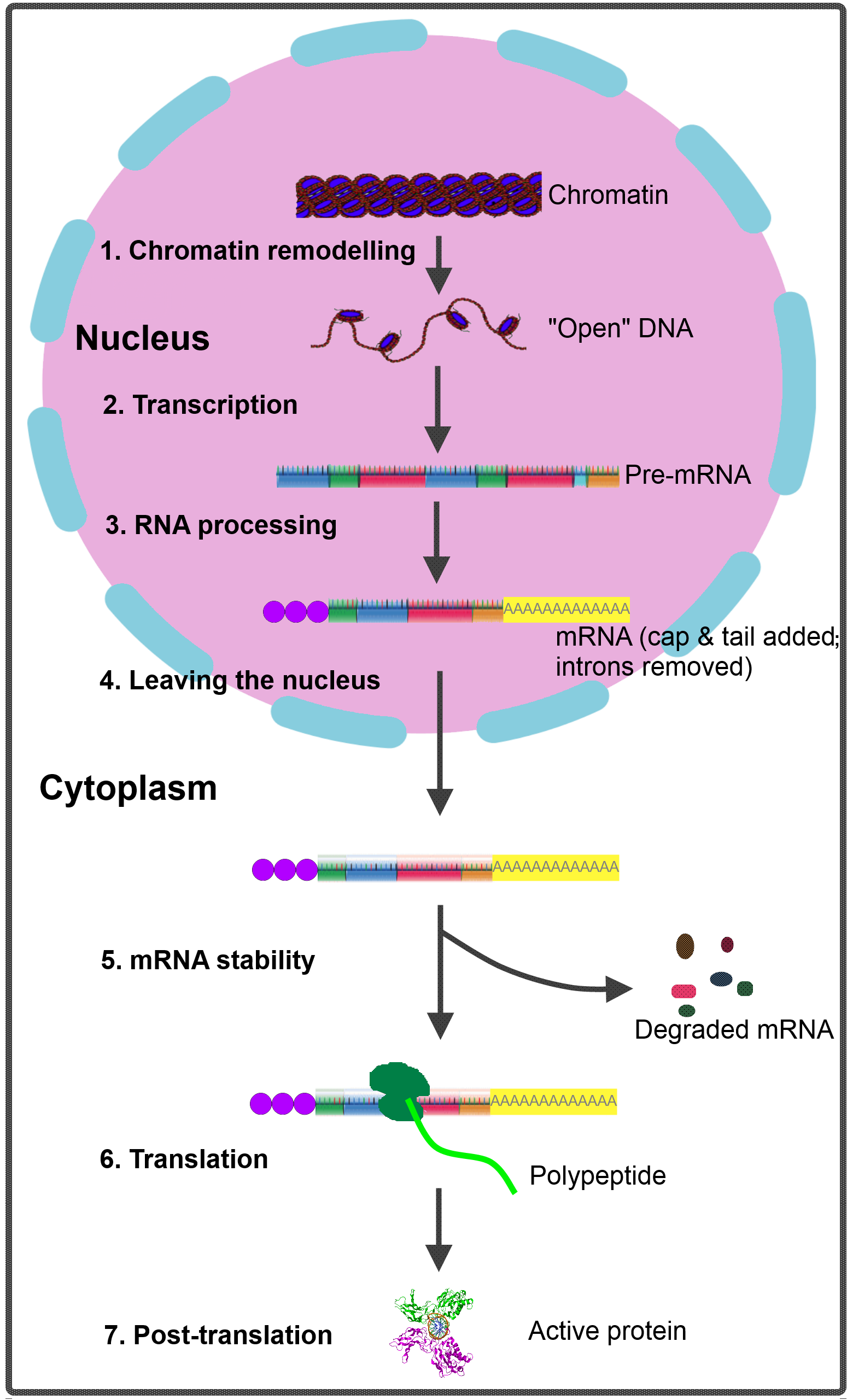
Hình 1: Sơ đồ các giai đoạn biểu hiện gen nhân thực.

Biểu hiện gen là quá trình chuyển đổi thông tin di truyền chứa trong gen thành sản phẩm trong tế bào sống, từ đó tính trạng tương ứng được tạo thành ở kiểu hình có thể quan sát được. Khái niệm này được dịch từ thuật ngữ tiếng Anh: gene expression (phát âm: /ikˈs pres shən/).
Ví dụ:
- Trong thí nghiệm kinh điển của G. Mendel: hạt đậu Hà Lan hạt trơn mà có kiểu gen Aa (dị hợp tử), thì khi nẩy mầm và phát triển thành cây cho quả chín, sẽ có kiểu hình hạt trơn (do gen A quy định), còn hạt nhăn (do gen a) không biểu hiện. Người ta nói: gen A được biểu hiện (mà Mendel gọi là gen trội), còn gen a không biểu hiện (mà Mendel gọi là gen lặn).[3]
- Ví dụ khác: bệnh Alzheimer (mất trí nhớ) ở người do gen trội gây ra, nhưng người mang gen trội gây bệnh mà mãi đến 60 tuổi mới thấy bệnh phát, còn hồi trẻ thì gen này chưa biểu hiện.[4] Xem thêm chi tiết vấn đề này ở trang Độ thấm của gen.
- Hoặc cũng có khi: Gen biểu hiện tác động của nó không đồng đều trong một quần thể, dẫn đến kết quả là các cá thể có kiểu gen y hệt nhau, nhưng độ hiện ra trên kiểu hình lại khác nhau.[5] Xem thêm chi tiết vấn đề này ở trang Độ hiện của gen.

Biểu hiện gen là quá trình rất phức tạp, trải qua nhiều giai đoạn và phụ thuộc vào rất nhiều yếu tố, trong đó có tác động của các gen khác, của môi trường trong (nội môi) và môi trường ngoài (ngoại cảnh). Tuy nhiên, ở mức độ đơn giản quá trình biểu hiện gen trải qua 3 giai đoạn chính ở cả sinh vật nhân sơ (vi khuẩn) và sinh vật nhân chuẩn (đa bào):
1. Phiên mã: Gen tổng hợp ra RNA.
2. Dịch mã: Mã phiên ở RNA được chuyển đổi thành chuỗi pôlypeptit.
3. Tạo thành và hoạt động của prôtêin có chức năng.

## Các giai đoạn chính
Hình 1 giới thiệu khá nhiều giai đoạn trong quá trình biểu hiện gen ở sinh vật nhân thực. Sau đây tác giả mô tả lần lượt theo trình tự trong hình để các bạn dễ hiểu hơn.
1. Tháo xoắn - Tháo xoắn nhiễm sắc thể (chromosome) rồi tháo xoắn nhiễm sắc tử (chromatin), từ đó mới "mở" được bức thư di truyền của bố mẹ gửi cho dưới dạng chuỗi nucleosome (nu-clê-ô-xôm). Xem thêm ở trang Tôpôizômêraza. Sau đó tháo xoắn DNA và gỡ bỏ các vị trí mê-tyl hoá.
2. Phiên mã (transcription) tạo ra RNA sơ khai (preRNA).
3. Xử lí RNA sơ khai thành RNA trưởng thành.
4. Xuất RNA trưởng thành qua lỗ nhân ra tế bào chất (cytoplasm).
5. Phân huỷ RNA "lão hoá" (nếu có) hoặc bị "sản xuất thừa".
6. Dịch mã (translation) tạo nên chuỗi pôlypeptit.
7. Sau dịch mã (post-translation): hình thành prôtêin bậc cao từ chuỗi pôlypeptit, tạo ra sản phẩm có chức năng sinh học (active protein).

Chú ý rằng hình này mới chỉ đề cập tới một số giai đoạn trong tế bào nhân thực. Còn nhiều giai đoạn khác (điều hoà gen, tái tổ hợp...) hoặc giai đoạn ở cơ thể đa bào (xuất-nhập khẩu sản phẩm gen, tương tác gen...) cũng như tác động nội môi và ngoại cảnh không đề cập đến.

### Phiên mã

Hình 2: Enzym RNA-pôlymêraza (RNA-pol) đang trượt trên DNA, lấy mạch mã gốc (nét thẳng đen) làm khuôn, tổng hợp nên bản mã phiên (nét xanh) là RNA thông tin (mRNA).

Phiên mã là quá trình tổng hợp RNA. Thuật ngữ này dịch từ nguyên gốc tiếng Anh: transcription (phát âm IPA-Quốc tế: /træn'skrɪpʃən/, tiếng Việt: t'ran-crip-sân), trước kia (trước 2004) gọi theo thuật ngữ cũ là sao mã, nay đã thống nhất toàn quốc dịch là phiên mã.
Quá trình này chỉ tiến hành được khi có tối thiểu các nhân tố sau cùng tham gia:

### Xử lý RNA
Là giai đoạn chỉ diễn ra ở sinh vật nhân chuẩn, bao gồm các sự kiện: gắn mũ (capping), ghép mảnh (splicing) và thêm đuôi polyA.

#### Gắn mũ
Các mRNA của sinh vật nhân thật và virus có một cấu trúc đặc biệt ở đầu 5´, gọi là "mũ" – thực chất là phân tử 7-metyl-guanosin. Quá trình gắn mũ này xảy ra trong quá trình phiên mã và được bảo đảm đặc hiệu cho cấu trúc 5´ mRNA. Cấu trúc mũ này có tác dụng bảo vệ RNA mới hình thành khỏi các enzym exonucleaza 5'-3', là vị trí gắn trực tiếp cho phức hợp gắn với mũ (CBC - cap-binding complex) – chuẩn bị cho các bước chế biến tiền mRNA kế tiếp và cũng là vị trí gắn cho các nhân tố trong tế bào chất cần thiết trong quá trình dịch mã.

#### Ghép mảnh
Ở sinh vật nhân chuẩn, gen không chỉ chứa các đoạn mang mã mà còn xen kẽ bởi các đoạn không mang mã, lần lượt được gọi là exon và intron. Trong quá trình chế biến tiền mRNA, các đoạn intron này được loại bỏ và các đoạn exon nối lại với nhau tạo thành mRNA trưởng thành. Chính mRNA trưởng thành này mới là khuôn chính xác và trực tiếp cho quá trình dịch mã thành protein tương ứng. Sự kiện trên được gọi là cắt nối RNA (RNA splicing), được thực hiện sau phiên mã nhờ phức hợp lớn gồm các snRNP (small nuclear ribonucleoprotein) gọi là thể cắt nối (spliceosome).
Đối với một số loại gen, bản phiên mã sơ khai (mRNA sơ khai) có thể có ghép nối êxôn một cách lựa chọ, hoặc được thay đổi đặc biệt theo kiểu "lập trình lại" qua quá trình gọi là chỉnh sửa RNA. Nhờ đó, từ một gen mã hoá gốc mà lại có thể tạo thành nhiều loại mRNA trưởng thành khác nhau, có thể tạo ra nhiều loại protein khác nhau, làm tăng độ đa dạng cũng như độ phức tạp của bộ gen sinh vật nhân chuẩn.

#### Thêm đuôi polyA
Quá trình này liên quan mật thiết với việc kết thúc phiên mã. Tác dụng của việc gắn đuôi polyA cho mRNA để tạo giúp mRNA không bị thủy phân bởi enzim khi di chuyển từ nhân ra tế bào chất để thực hiện dịch mã tổng hợp protein.

### Dịch mã
Dịch mã là sự tổng hợp của 1 polypeptide sử dụng thông tin trong mRNA.

## Các kiểu biểu hiện gen
Phần lớn thuật ngữ được dùng để miêu tả các mô hình của sự biểu hiện gen, bao gồm:
- Gen cấu trúc là một gen được phiên mã liên tục khi so sánh với gen tùy ý chỉ được dịch mã khi cần thiết.
- Gen giữ nhà (housekeeping gene) là một gen cấu trúc điển hình, được phiên mã ở một mức độ tương đối liên tục. Những sản phẩm từ sự phiên mã các gen này cần cho sự duy trì sự sống tế bào. Có thể nói là sự biểu hiện của chúng không bị ảnh hưởng bởi những điều kiện thí nghiệm. Ví dụ như actin, GAPDH và ubiquitin.
- Gen tuỳ ý là gen chỉ được phiên mã khi cần so sánh với gen cấu thành.
- Gen cảm ứng là gen mà sự biểu hiện của nó nhằm đáp ứng với những thay đổi của môi trường hay phụ thuộc vào từng trạng thái trong chu kỳ tế bào.

## Đo đạc định lượng
Biểu hiện của một gen cụ thể có thể ước định một cách gián tiếp dùng công nghệ vi mảng DNA, nó cho ta biết số liệu thô về độ tập trung của tế bào tại các RNA thông tin khác nhau; thường là vài ngàn tế bào tại cùng một thời điểm. tiếng Anh vẫn thường gọi là expression profiling, nhưng thực ra từ này dùng không đúng lắm.
Biểu hiện của nhiều gen được xác định thường là ổn định sau giai đoạn sao mã, nên việc tăng độ tập trung mRNA không có nghĩa là sẽ làm tăng độ biểu hiện. Một phương pháp khác chính xác và nhạy hơn để đo độ biểu hiện gen là phản ứng chuỗi polymeraza thời gian thực. Với đường cong được tạo ra cẩn thận nó có thể cho ra phép đo tuyết đối như số lượng bản sao của mRNA trên mỗi nanolitre của homogenized tissue, hay số lượng bản sao mRNA trên tổng số poly-adenosin RNA. Mức độ biểu hiện gen có thể được đo đạc bằng cách kết hợp (fusing) protein mong muốn với một protein thông báo khác, chẳng hạn protein lân quang lục hay enzym beta-galactosidaza. Từ đó, mức độ biểu hiện của những protein thông báo có thể được định lượng trực tiếp dùng các kĩ thuật chuẩn hóa có sẵn.

## Điều tiết biểu hiện gen
Điều tiết biểu hiện gen là sự điều khiển tế bào về mặt số lượng và thời gian xuất hiện của các hàm chức năng của một gen. Bất kì giai đoạn nào trong biểu hiện gen cũng có thể được điều hòa, từ giai đoạn sao mã DNA-RNA đến giai đoạn biến đổi hậu phiên dịch của một protein. Điều hòa gen điều khiển tế bào về mặt cấu trúc và chức năng, và là cơ sở cho sự phân dị tế bào, đồng hình di truyền và sự linh hoạt và thích nghi của bất cứ sinh vật nào.